# Polnische Abhöraffäre (2006)
Die polnische Abhöraffäre (polnisch: Afera taśmowa, auch Taśmy Beger) des Jahres 2006 war der erste große Korruptionsskandal für die Regierung von Jarosław Kaczyński. Zwei Vertreter der Regierungspartei hatten einer Abgeordneten einer anderen Partei bei einem Parteiwechsel Regierungsposten und finanzielle Unterstützung angeboten. Das Gespräch war verdeckt gefilmt und später ausgestrahlt worden.

## Geschichte
Nach den polnischen Parlamentswahlen im Jahr 2005 war die Partei Samoobrona Mitglied der Regierungskoalition unter Führung der Partei Recht und Gerechtigkeit (PiS) geworden. Am 22. September 2006 war es zum Bruch der Koalition gekommen; die Regierungspartei PiS alleine verfügte über keine Stimmenmehrheit im Sejm. In Folge wechselten mehrere Samoobrona-Abgeordnete zur PiS, die so versuchte, den Machterhalt zu sichern.

### Übertrittsangebot
Renata Beger, eine Abgeordnete der Samoobrona-Partei und enge Mitarbeiterin des damaligen Parteichefs Andrzej Lepper hatte sich kurz nach dem 22. September 2006 mit dem Chef der Staatskanzlei des Ministerpräsidenten Jarosław Kaczyńskis, Adam Lipiński und dessen Stellvertreter Wojciech Mojzesowicz in einem Gästehaus des polnischen Parlamentes getroffen. Es ist unklar, wer die Gespräche initiierte. Die beiden Vertreter der Partei Recht und Gerechtigkeit boten Beger einen Übertritt zur Regierungspartei an. In dem Falle könne sie ihren Posten als Staatssekretärin im polnischen Landwirtschaftsministerium erhalten. Lipiński sagte dazu: „Das ist das geringste Problem, wir haben ja viele Posten“. Außerdem sei ein finanzieller Ausgleich für eine von Lepper angekündigte Vertragsstrafe (EUR 137.000,00) bei Austritt aus der Samoobrona aus öffentlichen Mitteln denkbar. Auch über einen günstigen Listenplatz sowie die Beschäftigung von Familienangehörigen und Freunden Begers wurde gesprochen.

### Veröffentlichung
Mit Hilfe zweier Journalisten hatte Beger vor den Treffen eine Kamera am Gesprächsort versteckt. Am 26. Juni 2006 wurde das aufgenommene Gespräch vom Fernsehsender TVN in der Sendung „Teraz my“ (Jetzt wir) ausgestrahlt.

## Reaktionen
Internationale Medien sahen in der Abwerbeaktion zunächst einen zweifelhaften Versuch der Regierung Kaczyński, eine mehrheitsfähige Regierung zu reorganisieren. Die Opposition im polnischen Parlament erhob umgehend gegenüber der Regierungspartei den Vorwurf der Bestechlichkeit und Korruption. Der stellvertretende Sejmmarschall und Politiker der Polnischen Volkspartei, Jarosław Kalinowski, erklärte im Fernsehen: „Das ist Korruption. Das ist abstoßend.“ Der Chef der Platforma Obywatelska (PO), Donald Tusk, warf der Regierung ebenfalls Korruption vor und forderte den Rücktritt des Ministerpräsidenten und Neuwahlen. Die polnische Zeitung Gazeta Wyborcza rief als Folge der Affäre das „Ende der Regierung Jarosław Kaczyński“ aus.
Eine nach der Ausstrahlung des Gespräches durchgeführte Umfrage ergab, dass 66 % der Befragten den Vorgang als politische Korruption beurteilten und einen Rücktritt der Regierung befürworteten. In einer weiteren Umfrage sahen allerdings 58 % der Teilnehmer in dem Vorgang eine inszenierte Provokation gegen die Regierungspartei; eine Bestechung sei das nicht gewesen.
Auch Ministerpräsident Kaczyński bestritt zunächst eine unrechtmäßige Maßnahme seiner Partei. Aufnahme und Veröffentlichung seien vielmehr ein „Gegenangriff“ von interessierten „Kreisen“ und alten „Seilschaften“, die der konsequenten Säuberungspolitik der Regierung ablehnend gegenüberständen. In einer Rede an die Nation spielte er den Bestechungsversuch als eines von vielen Gesprächen herunter, die seine Partei zwecks Mehrheitsfindung für ihre Politik des Wandels geführt habe. Von Korruption könne man in dem Zusammenhang nicht sprechen – das sei „scheinheilig und verlogen“. Zu einem späteren Zeitpunkt entschuldigte Kaczyński sich im Fernsehen für das Verhalten seines Kanzleichefs: „Wir meinten es gut, denn wir wollten eine Mehrheit für die Regierung“. Er räumte ein, dass dabei die Grenzen gesellschaftlicher Normen überschritten worden sein.